# Isaac Hecker
Isaac Thomas Hecker (18 de diciembre de 1819 - 22 de diciembre de 1888) fue un sacerdote católico americano y fundador de los Padres paulistas, una Sociedad religiosa de los hombres.
Hecker fue originalmente ordenado sacerdote redentorista en 1849. Con la bendición del Papa Pío IX, fundó la Sociedad Misionera de San Pablo, Apóstol; conocida como los Padres Paulistas, en Nueva York el 7 de julio de 1858. La sociedad se estableció para evangelizar tanto de los creyentes como a los no creyentes: para convertir a  América a la Iglesia Católica. Hecker buscó evangelizar a los estadounidenses utilizando los medios populares de su tiempo, predicando principalmente a trevés de un circuito de conferencias públicas y de la imprenta. Una de sus publicaciones más duraderas es el The Catholic World, que creó en 1865.
La espiritualidad de Hecker se centró principalmente en el cultivo de la acción del Espíritu Santo en el alma, así como la necesidad de estar atentos  al modo en que el Señor nos impulsa en los grande y pequeños momentos de la vida. Hecker creía que la fe católica y la cultura política estadounidense del pequeño gobierno, los derechos de propiedad, la sociedad civil y la democracia liberal no se opusieron, sino que podrían reconciliarse. Las ideas de libertad, comunidad, servicio y autoridad servicial fueron fundamentales para concebir cómo se regirían y administraron los paulistas.
Hecker era un amigo y colega del Liberal clásico y pensador Lord Acton, opuesto a la ultramontanismo en la política en la Iglesia. El trabajo de Hecker fue comparado con el del  cardenal John Henry Newman, por el propio cardenal. En una carta escrita a Agustín Hewit. Con motivo de la muerte de Hecker, Newman escribió: "Alguna vez he sentido que había una especie de unidad en nuestras vidas, que ambos habíamos comenzado a trabajar en el mismo tipo de temas, él en América y yo en Inglaterra".
La causa de la santidad de Hecker se abrió el 25 de enero de 2008, en la Iglesia Madre de los Padres Paulistas en el 59.º ST, la ciudad de Nueva York. Posteriormente fue nombrado un Siervo de Dios.

## Primeros años
Isaac Hecker nació en Nueva York el 18 de diciembre de 1819, el tercer hijo y el hijo menor de inmigrantes alemanes, John y Caroline (Freund) Hecker. Cuando apenas tiene doce años de edad, tuvo que ir a trabajar y empujó un carrito de panadero por sus hermanos mayores que tenían una panadería en la calle Rutgers. Estudió en todas las oportunidades posible, se sumerge en  Kant y en la Crítica de la razón pura, y mientras aún, un muchacho participó en ciertos movimientos político-sociales que apuntaban a La elevación del hombre de trabajo.

## Movimiento de granja Brook
Fue en esta coyuntura que conoció Orestes Brownson, quien ejerció una marcada influencia sobre él. Isaac era profundamente religioso, una característica por la cual dio mucho crédito a su madre orante, y se mantuvo tan en medio de toda la lectura y agitación en la que se comprometió. Habiendo crecido en joven virilidad, se unió al movimiento Brook Farm, y en esa colonia, se detuvo unos seis meses.

## Conversión al catolicismo y la ordenación como sacerdote

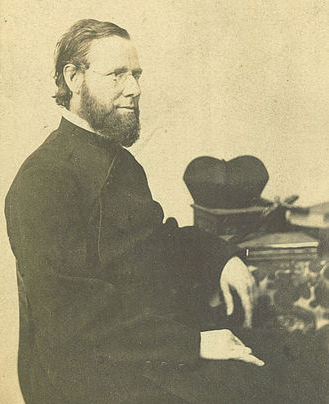
Hecker, circa 1860

Poco después de dejar la granja de Brook en 1844, Hecker fue bautizado en la Iglesia católica por el obispo John McCloskey de Nueva York. Un año después, fue ingresado en el noviciado de los Redentoristas en Bélgica, y allí se cultivó en un grado alto el espíritu de una piedad mística alta que lo marcó a través de la vida.
Ordenado un sacerdote en Londres para entonces  Bishop Nicholas Wiseman en 1849, pasó un año como sacerdote parroquial y capellán con la pequeña comunidad redentorista en  Nuestra Señora Inmaculada de Victorias en Clapham. Regresó a Nueva York en marzo de 1851 y trabajó hasta 1857 como un misionero redentorista. Con todos sus Misticismos, Isaac Hecker tenía la mente muy despierta del típico estadounidense. Percibió que la actividad misionera de la Iglesia Católica en los Estados Unidos iba a permanecer en gran medida ineficaz, a menos que adoptara los métodos adecuados para el país y el tiempo. En esto, contaba con la simpatía de cuatro compañeros redentoristas, que como él eran de origen estadounidense y conversos del protestantismo.
Actuando como su agente, y con su consentimiento de sus superiores locales, Hecker fue a Roma para decirle al rector mayor de su orden que un noviciado redentorista podría abrirse en los Estados Unidos, a fin de atraer a los jóvenes estadounidenses a la vida misionera. Al promover esta solicitud, él llevó consigo la fuerte aprobación de algunos miembros de la jerarquía estadounidense. El rector mayor, en lugar de escuchar a Hecker, lo expulsó de la orden por haber hecho el viaje a Roma sin suficiente autorización.
Isaac, decidido a combatir la expulsión, permaneció en Roma. Se acercó al cardenal Alessandro Barnabò, prefecto de la propaganda, la  Congregación de la Curia romana con la responsabilidad de supervisión de la Iglesia en los Estados Unidos. El cardenal Barnabo, hecho consciente de los obispos estadounidenses del trabajo misionero excepcional de Hecker y la santidad personal, organizó una entrevista con el Papa Pío IX. El Pontífice dispensó Hecker y sus cuatro compañeros de sus votos como redentoristas.

## Fundación de los padres Paulistas.

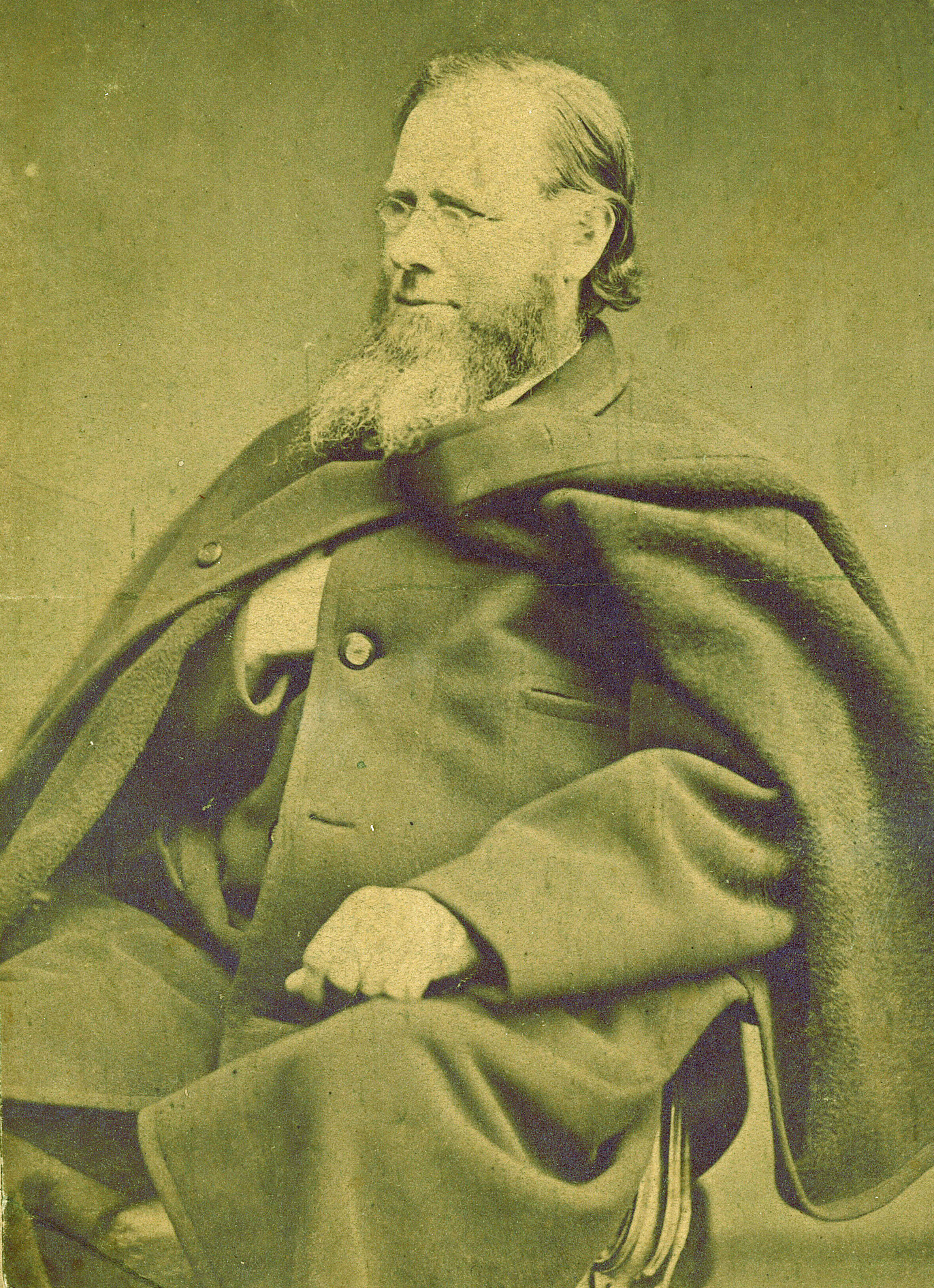
Hecker en 1887

Durante sus meses en Roma, Isaac había determinado que la mejor manera de servir a la Iglesia en los Estados Unidos era establecer una congregación de los sacerdotes para trabajar por la conversión de su tierra natal. El Papa Pío aprobó su plan y le alentó a tomar los pasos necesarios para su realización. "Para mí, el futuro se ve brillante, esperanzado, lleno de promesas", escribió a casa, "y me siento confiado en la providencia de Dios aseguré su gracia en nuestro enterado".
El resultado fue que Hecker, George Deshon, Agustín Hewit,  Francis Baker, y Clarence Walworth, todos los cuales eran redentoristas estadounidenses, fueron habilitados por el Papa Pío IX en 1858 para formar la comunidad religiosa separada de los paulistas.
Hecker regresó a América desde Roma y reunió a sus amigos estadounidenses Hewit, Baker y Deshon para planificar su congregación. Arzobispo  John Hughes aceptó a los hombres a su Arquidiócesis, dándoles una parroquia en la calle 59. Los cinco hombres decidieron llamarse a sí mismos los "sacerdotes misioneros de San Pablo, el Apóstol". Los sacerdotes, conocidos popularmente como Paulistas, realizaron misiones parroquiales y retiros para no católicos.
Entre 1867 y 1869, Hecker, direccionando directamente protestantes desde plataformas de conferencias, dio más de 56 series de conferencias, viajando desde Boston a Misuri, desde Chicago hasta Hartford. Durante una gira occidental, viajó a más de 4.500 millas y habló a más de 30,000 personas, dos tercios de los cuales no eran católicos. El primer biógrafo de Hecker, Walter Elliot, escribió: "Nunca podemos olvidar lo fue la impresión de su personalidad en América. Escuchamos a los hombres más grandes de la nación en su momento. El padre Hecker era tan claramente un gran hombre de este tipo, fue un crecimiento de nuestras instituciones, estampó a Estados Unidos en todos los argumentos católicos que propuso. Nunca vi a un hombre más católico que el padre, simplemente, con calma, con alegría, completamente católicos". Otro escritor bromeó: "Está poniendo maquinaria estadounidense en la antigua arca y se está preparando para hacerla funcionar a vapor".
En abril de 1865, agregando la palabra escrita a su campaña de habla, Isaac lanzó The Catholic World, una revista mensual. Un año después, fundó la sociedad de publicación católica (ahora la prensa paulista) para difundir la doctrina católica a gran escala, principalmente para los no católicos. En 1870, estableció The Young Catholic, una revista para niños y niñas.
En 1869-70, Hecker asistió al Primer Consejo del Vaticano como un teólogo para el obispo James Gibbons de Carolina del Norte. En el viaje, visitó Asís, "Francisco tocó los acordes de la sensación y la aspiración de los corazones de su tiempo y los organizó para los Estados Unidos", escribió Hecker en su diario.
Regresando a casa en junio de 1870, el Hecker de 55 años, lleno de entusiasmo, esperaba reanudar su apostolado estadounidense. Pero en cambio, fue afectado con una dolorosa leucemia. Entonces, la enfermedad progresó y en 1871, no pudo continuar su trabajo como director paulista, pastor, profesor y escritor. Hecker tuvo una gran dificultad para aceptar que el Dios al que sirvió le permitiría ser reducido en a mitad de carrera. Cuando se fue a Europa para buscar una cura, le dijo a sus hermanos paulistas: "Mírenme como un hombre muerto. Dios me está forzando severamente en alma y cuerpo, y debo tener el coraje de sufrir la crucifixión".
Pasó el invierno de 1873-74 a bordo de un bote en el Río Nilo; La vela lo benefició inmensamente. "Este viaje", escribió, "ha estado en todos los aspectos mucho más en mi beneficio que mis expectativas más optimistas que me llevaron a la esperanza. Me parece casi una inspiración".
En 1875, los Paulistas estadounidenses invitaron a Hecker a regresar a su medio. Regresó y comenzó a trabajar una vez más, aunque de forma limitada. Durante 13 años más, ejerció su fuerza constantemente disminuyendo para llevar el catolicismo a los corazones de sus compañeros estadounidenses. Durante estos años decrecientes, también amplió su visión a todo el mundo, principalmente Europa, donde el prestigio de la Iglesia católica estaba en declive. En el PRIMER VATICANO, en un intento de detectar esta disminución, la Iglesia emitió la doctrina de infalibilidad papal. Tras el consejo, Hecker escribió un ensayo que describe el trabajo del Espíritu Santo en la renovación de la Iglesia. La teología de Hecker prefijaba por 80 años el interés del Consejo del Segundo Vaticano en el papel del Espíritu Santo.
Isaac Hecker murió el 22 de diciembre de 1888, en la casa paulista en la calle 59 en Manhattan.

## Hecker y el americanismo

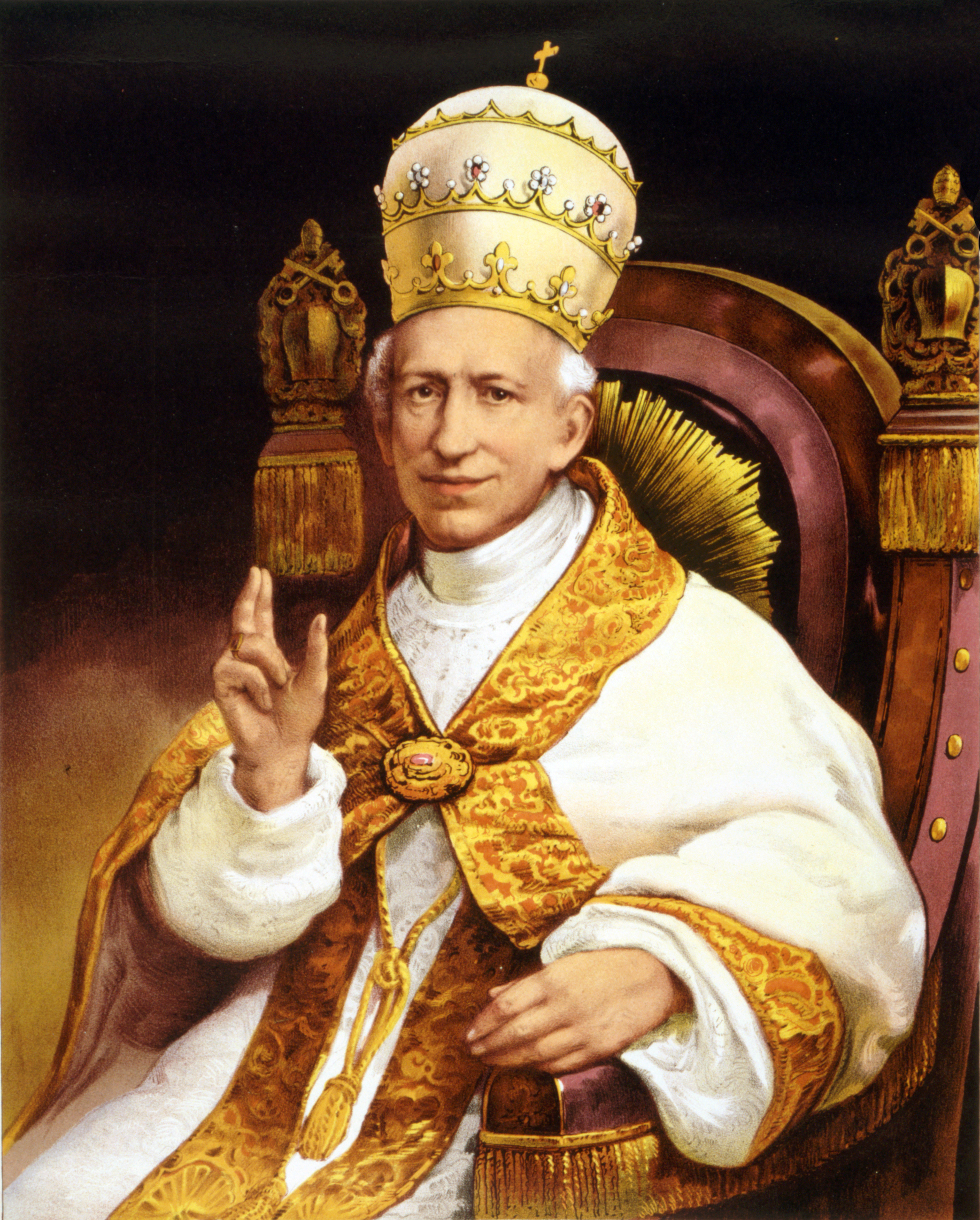
León XIII

El nombre de Hecker está estrechamente asociado con el americanismo. Como parte de esta controversia, Hecker fue acusado por el clérigo francés Charles Maignen de subjetivista y criptoprotestante. Durante la Tercera República francesa (que comenzó en 1870), el poder y la influencia del catolicismo francés declinaron constantemente. El gobierno francés aprobó las leyes más rigurosas contra la Iglesia, y la mayoría de los ciudadanos franceses no se oponían. De hecho, comenzaron a mirar hacia los legisladores y no al clero para buscar orientación.
Observando esto y alentado por la acción del papa León XIII, quien en 1892 apeló a la lealtad de los católicos franceses para que aceptaran la República, varios jóvenes sacerdotes franceses determinaron que porque la Iglesia se había mantenido al margen de las filosofías y prácticas modernas, la gente se alejaba de ella. También señaló que el catolicismo no estaba haciendo mucho uso de los medios modernos de propaganda, como los movimientos sociales o la organización de los clubes. En resumen, la iglesia no se había adaptado a las necesidades modernas. Agitaban para proyectos sociales y filantrópicos, una relación más estrecha entre los sacerdotes y los feligreses, y el cultivo general de la iniciativa personal, tanto en el clero como en los laicos. No de forma anormal, así que buscaron inspiración en América.
Los reformadores franceses lo tomaron como una especie de santo patrón. Su biografía, escrita en inglés por el sacerdote paulista Walter Elliott en 1891, fue traducida al francés seis años después. Una larga introducción por un sacerdote francés hizo afirmaciones exageradas por Hecker. Las tendencias en el pensamiento católico liberal en Europa se asociaron con la Iglesia en los Estados Unidos y, en particular, con Hecker. Inspirados por la vida y el carácter de Hecker, los sacerdotes activistas franceses se comprometieron a persuadir a sus compañeros sacerdotes para que aceptaran el sistema político y luego salieran de su aislamiento, se pusieran en contacto con la vida intelectual del país y tomaran un rumbo y parte activa en el trabajo de mejora social. En 1897 el movimiento recibió un ímpetu O'Connell, el ex rector del Pontificio Colegio Norteamericano en Roma, habló en nombre de las ideas de Hecker en el Congreso Católico en Friburgo Friburgo.
Los católicos conservadores se alarmaron ante lo que consideraban síntomas del modernismo pernicioso o del liberalismo. Pensaban que la frase "Allons au peuple" tenía un tono de herejía, rompiendo la distinción divinamente establecida entre el sacerdote y el laico y dando a los laicos demasiado poder en los asuntos de la Iglesia. La insistencia en la iniciativa individual se consideró incompatible con los fundamentos del catolicismo. Además, los conservadores eran, casi hasta un punto, antirrepublicanos que desconfiaban y detestaban a los democráticos. Fue por esta razón que Hecker adquirió la reputación de ser llamado "El Dardo Amarillo". Los conservadores se quejaron ante el Papa, y en 1898 el abad Charles Maignen escribió una violenta polémica contra el nuevo movimiento llamado "Le Père Hecker, est-il un saint?" ("¿Es el padre Hecker un santo?").
Muchas autoridades vaticanas poderosas también detestaron la tendencia americanista. Sin embargo, León XIII se mostró reacio a castigar a los católicos estadounidenses, a quienes a menudo había elogiado por su lealtad y fe. Pero finalmente hizo concesiones a las presiones sobre él, y a principios de febrero de 1899 dirigió al  Cardenal James Gibbons el escrito papal  Testem Benevolentiae. Este documento condenó las siguientes doctrinas o tendencias:
La insistencia indebida en la iniciativa interior en la vida espiritual, como conductora de la desobediencia,
1. ataques a los votos religiosos y menosprecio del valor de las órdenes religiosas en el mundo moderno,
2. minimizando la doctrina católica.
3. minimizando la importancia de la dirección espiritual.

El escrito no afirmaba que Hecker y los estadounidenses hubieran sostenido una doctrina errónea sobre los puntos anteriores. En cambio, simplemente declaró que si tales opiniones existían, el Papa pidió a la jerarquía que las erradicara. El cardenal Gibbons y muchos otros prelados respondieron a Roma. Con una voz casi unánime, declararon que las opiniones incriminadas no existían entre los católicos estadounidenses. Hecker nunca había tolerado la más mínima desviación de los principios católicos en su más completa y estricta aplicación. El disturbio causado por la condena fue leve; casi todos los laicos y una parte considerable del clero desconocían este asunto. Sin embargo, el mandato del Papa terminó fortaleciendo la posición de los conservadores en Francia.
Cuando la Iglesia en Estados Unidos estaba luchando con la cuestión de si la asimilación de los católicos —muchos de los cuales eran inmigrantes— a la cultura estadounidense comprometería su fe católica, Hecker no vio ninguna contradicción entre ser estadounidense y ser católico.

## Causa de la santidad
El cardenal Edward Egan de Nueva York inauguró formalmente la Causa de Hecker para la santidad el 25 de enero de 2008, en la Iglesia Católica St. Paul the Apostle en la ciudad de Nueva York, iglesia madre de los Padres Paulistas. P. Hecker se hizo conocido como Siervo de Dios Isaac Thomas Hecker.

## Cotizaciones
- "La religión es la respuesta a ese grito de la razón que nada puede silenciar, esa aspiración del alma que ninguna cosa creada puede satisfacer, esa necesidad del corazón que toda la creación no puede suplir".[7]
- "¡Dices que no tienes tiempo para orar! ¿Tienes tiempo para respirar? La oración es para la vida del alma como la respiración es para la vida del cuerpo. Es absurdo decir que no tienes tiempo para rezar, como sería decir que no tienes tiempo para respirar. Ore cuando se levante y se vista, ore cuando esté de camino al trabajo, al regreso a casa o antes de acostarse. Levanten sus corazones a Dios a intervalos durante el día. Estas breves aspiraciones del alma son como flechas veloces que atraviesan las nubes y penetran hasta el mismo trono de Dios." (Sermón" La batalla de la vida "predicado en la Iglesia de San Pablo Apóstol en la ciudad de Nueva York, 1865)[12]

## Obras
- Preguntas del alma
- Aspiraciones de la naturaleza